# إيرينديرا إبارا
إيرينديرا إبارا (بالإسبانية: Eréndira Ibarra) (و. 1985  م) هي ممثلة، وممثلة تلفزيونية، وممثلة أفلام، وكاتبة سيناريو مكسيكية، ولدت في مدينة مكسيكو، بدأت مشوارها المهني سنة 2006.

## وصلات خارجية
- إيرينديرا إبارا على موقع IMDb (الإنجليزية)
- إيرينديرا إبارا على موقع قاعدة بيانات الفيلم (الإنجليزية)

- إيرينديرا إبارا في قاعدة بيانات الأفلام على الإنترنت